# Bracon xanthogaster
Bracon xanthogaster är en stekelart som beskrevs av Christian Gottfried Daniel Nees von Esenbeck 1834. Bracon xanthogaster ingår i släktet Bracon och familjen bracksteklar. Inga underarter finns listade.